# Köln-Chorweiler
Köln-Chorweiler este sectorul 6 al orașului Köln, care cuprinde cartierele: Blumenberg, Chorweiler, Esch/Auweiler, Fühlingen, Heimersdorf, Lindweiler, Merkenich, Pesch, Roggendorf/Thenhoven, Seeberg, Volkhoven/Weiler, Worringen.

## Amplasare
Sectorul se află la nord la o distanță de 14 km de marginea sectorului 1 -centrul orașului Köln, la vest Chorweiler este înconjurat de terenuri arabile și zone împădurite iar la est se află lunca Rinlui.
| Partid     | Locuri (2004) |
| ---------- | ------------- |
| CDU        | 7             |
| SPD        | 6             |
| Grüne      | 2             |
| [Pro Köln] | 2             |
| FDP        | 1             |
| Linke      | 1             |